# Henry Hohmann
Henry Beatus Hohmann (geboren 1962 in der Nähe von Frankfurt am Main) ist ein in der Schweiz lebender Kunsthistoriker, trans Aktivist und Mitbegründer des Transgender Network Switzerland (TGNS).

## Leben
Henry Hohmann wuchs mit drei Geschwistern auf. Er studierte Kunstgeschichte unter anderem an der Universität Tübingen und doktorierte zusammen mit dem späteren Ehemann Michael. 1993 heiratete das Paar. Hohmann promovierte 1998 mit der Arbeit Blendarkaden und Rundbogenfriese der Frühromanik. Studien zur Aussenwandgliederung frühromanischer Sakralbauten an der Julius‑Maximilians‑Universität Würzburg. Ende 2001 zogen die beiden in die Schweiz nach Wabern, wo sie eine Anstellung an einem Museum in der Nähe von Bern antraten. 2008 erfolgte Hohmanns Coming-out als trans. Hohmann arbeitet heute als wissenschaftlicher Redaktor bei der Abegg-Stiftung in Riggisberg, Kanton Bern. Er lebt mit seinem Mann im Berner Lorraine-Quartier und singt im Chor Singkreis Wabern der reformierten Kirche Wabern, dessen Vereinspräsident er von 2007 bis 2013 war, und bei den Schwulen Berner Sängern (Schwubs).
Hohmann engagiert sich für die Belange von trans Menschen. Er war 2010 Mitbegründer und von 2012 bis 2018 Co-Präsident des Transgender Network Switzerland (TGNS) und Organisator der Schweizer Transtagung. In der Sendung Blickpunkt Trans des Berner Radio RaBe, die mittlerweile auch als Podcast von QueerUp-Radio vermarktet wird, berichtet er regelmässig von politischen und gesellschaftlichen Entwicklungen der Trans-Community. Er ist unter anderem aktiv bei Pink Cross, Dachverband Regenbogenfamilien, QueerAmnesty, Filmfestival Queersicht und Terre des Femmes.

## Auszeichnungen
Am 5. Oktober 2019 wurde Hohmann mit dem Tolerantia-Award für sein herausragendes Engagement ausgezeichnet. Der europäische Tolerantia-Preis, mit dem Persönlichkeiten ausgezeichnet werden, die sich um Toleranz verdient gemacht haben, wird von MANEO (Deutschland), SOS homophobie (Frankreich), Lambda-Warzawa und Campania Przeciw Homofobil (Polen), The Rainbow Project (Nordirland) und Pink Cross (Schweiz) vergeben.
Am 10. September 2022 erhielt er den Swiss Diversity Award mit einer «Honorary Mention» für sein langjähriges Engagement in der Schweizer Trans-Community.

## Veröffentlichungen (Auswahl)
Monografien
- Blendarkaden und Rundbogenfriese der Frühromanik. Studien zur Aussenwandgliederung frühromanischer Sakralbauten (= Europäische Hochschulschriften. 28. Kunstgeschichte. 345). Verlag Peter Lang, Frankfurt am Main 1999, ISBN  978-3-63134-842-0.

Beiträge in Anthologien
- Die Halberstädter Chorschranken. Ein Hauptwerk der niedersächsischen Kunst um 1200. (= Neue Forschungen zur deutschen Kunst. 3). Berlin 2000, ISBN 3-87157-181-4.[Anmerkung 1]
- Das Verhältnis von Form und Farbe. Kunsthistorische Bemerkungen zur Farbfassung der Halberstädter Chorschranken. In: Martin Hoernes (Hrsg.): Hoch- und spätmittelalterlicher Stuck. Material - Technik – Stil – Restaurierung. Schnell und Steiner, Regensburg 2002, ISBN 3-7954-1472-5, S. 106–115.[Anmerkung 1]
- Expedition ins Tierreich. Das Kentaurenmotiv am Südfries der Halberstädter Chorschranken. In: Ulrike Wendland (Hrsg.): Kunst, Kultur und Geschichte im Harz und Harzvorland um 1200. Petersberg, Imhof 2008, ISBN 978-3-86568-387-8, S. 174–184.[Anmerkung 1]

Wissenschaftliche Redaktion
- Lieselotte Kötzsche, Mechthild Flury-Lemberg, Ulrich Schießl: Der bemalte Behang in der Abegg-Stiftung in Riggisberg: eine alttestamentliche Bildfolge des 4. Jahrhunderts. (= Riggisberger Berichte. 11). Abegg-Stiftung, Riggisberg 2004, ISBN 3-905014-27-0.[Anmerkung 2]
- Johannes Pietsch, Karen Stolleis: Kölner Patrizier- und Bürgerkleidung des 17. Jahrhunderts. Die Kostümsammlung Hüpsch im Hessischen Landesmuseum Darmstadt. (= Riggisberger Berichte. 15). Abegg-Stiftung, Riggisberg 2008, ISBN 978-3-905014-35-8.[Anmerkung 2]
- Bettina Niekamp, Agnieszka Woś Jucker: Das Prunkkleid des Kurfürsten Moritz von Sachsen (1521–1553) in der Dresdner Rüstkammer: Dokumentation, Restaurierung, Konservierung. (= Riggisberger Berichte. 16). Abegg-Stiftung, Riggisberg 2008, ISBN 978-3-905014-38-9.[Anmerkung 2]
- Michael Peter: Mittelalterliche Emailarbeiten aus Limoges. (= Monographien der Abegg-Stiftung. 16). Abegg-Stiftung, Riggisberg 2011, ISBN 978-3-905014-47-1.